# 황이중
황이중(중국어: 黃奕中, 1981년 8월 24일~)은 중국의 바둑 기사이다.

## 약력
- 1994년 입단
- 1999년 중국 갑조리그 승률1위
- 2001년 제8회 신인왕전 준우승
- 2002년 제16회 천원전 우승, 제4기 아함동산배 준우승
- 2003년 제16회 후지쯔배 24강
- 2007년 제12회 삼성화재배 4강
- 2008년 7단 승단, 제1회 세계마인드 스포츠 페어전 금메달, 제13회 삼성화재배 4강